# Federica di Baden
Federica di Baden, (nome completo Friederike Dorothea Wilhelmine Prinzessin von Baden), appartenente al ramo degli Zähringen (Karlsruhe, 12 marzo 1781 – Losanna, 25 settembre 1826), nata principessa di Baden, divenne regina di Svezia come consorte del re Gustavo IV Adolfo.

## Famiglia di origine
Federica era figlia di Carlo Luigi (1755-1801), principe ereditario di Baden, e di Amalia d'Assia-Darmstadt (1754-1832). I suoi nonni erano Carlo Federico, margravio di Baden, e Luigi IX, landgravio d'Assia-Darmstadt.
Aveva numerosi fratelli, tra i quali:
Carolina (1776-1841), regina consorte di Massimiliano I di Baviera (1756-1825);
Luisa (1779-1826), imperatrice consorte di Alessandro I di Russia (1777-1825);
Carlo (1786-1818) Granduca di Baden dal 1811.

## Biografia

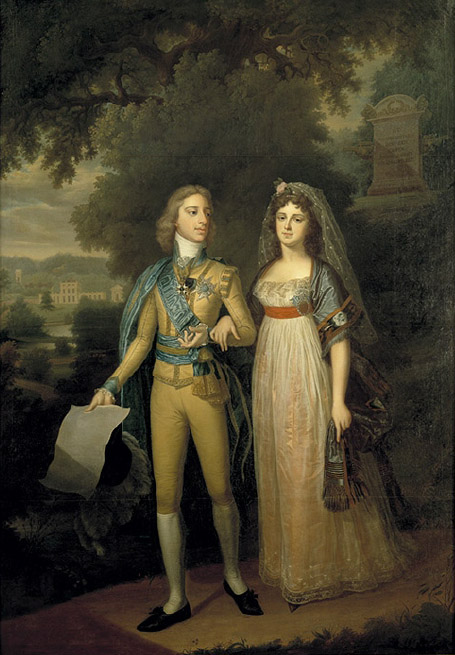
Gustavo IV Adolfo e Federica di Svezia

Federica sposò il 31 ottobre del 1797, a Stoccolma, il re Gustavo IV Adolfo, figlio del re Gustavo III di Svezia e della regina consorte Sofia Maddalena, nata principessa di Danimarca, diventando così regina di Svezia.
Egli scelse Federica perché sorella dell'imperatrice di Russia, in modo da ristabilire legami con la Russia, deterioratisi dopo il suo rifiuto di sposare la granduchessa Aleksandra Pavlovna Romanova, ma soprattutto perché desiderava una bella consorte. Nel 1795 egli aveva rifiutato di sposare Luisa Carlotta di Meclemburgo-Schwerin, avendo sentito dire che non era bella.
Federica, che aveva ricevuto un'educazione non approfondita da una governante franco-svizzera, venne trattata con gentilezza dalla suocera, che ricordava bene l'astio con cui era stata a suo tempo trattata dalla regina Luisa Ulrica. Federica venne descritta come bella, ma timida, rigida e poco amichevole. Nei primi anni trovò difficoltà ad adattarsi alla rigida etichetta imperante nella corte svedese, al punto che preferiva giocare con le proprie dame di compagnia.
Questo matrimonio fu generalmente considerato abbastanza felice, in quanto re Gustavo si dimostrò molto interessato alla vita matrimoniale, ancorché egli fosse molto più interessato al sesso della consorte. Molte volte, durante la giornata, il sovrano era così in ritardo dopo essere entrato nella camera da letto della moglie, che i membri del Parlamento erano costretti ad interromperlo, pregandolo di risparmiare la salute della consorte, che dal canto suo si lamentava della spossatezza causatale dall'ardore del marito. Egli, comunque, di fronte agli altri si comportava in modo formale verso Federica. La regina si dimostrò scioccata ed incuriosita dai costumi sessualmente liberi imperanti alla Corte svedese, scrivendo alla sua famiglia che tutti avevano un amante e che si sussurrava che la duchessa Carlotta di Holstein-Oldenburg fosse bisessuale. Alla madre Amalia scrisse che si diceva che la duchessa avesse amanti d'ambedue i sessi e che solo lei, la regina, era l'unica persona di nota a non avere tre o quattro amanti. Il marito desiderava d'altronde preservarla in tale stato d'inesperienza sessuale. Quando una compagnia francese rappresentò all'Opera reale svedese una commedia frivola in onore della sovrana, egli ordinò che l'Opera stessa fosse chiusa nel 1806, adducendo la scusa di costi elevati. L'edificio rimase chiuso sino al 1809. Dopo la nascita del suo figlio ed erede, nel 1799, divenne più sicura nell'esercizio della sua posizione sovrana. Nel 1800 venne incoronata a Norrköping, e nel 1801 ricevette una visita dai suoi genitori. Durante un viaggio in Finlandia, nel 1802, attraversò il confine russo per visitare le sorelle Elisabetta e Amelia Cristiana. Nel 1803-1805, insieme al marito, Federica visitò la Germania e fece ritorno in Baden. Questo determinò un enorme miglioramento nei suoi rapporti con Gustavo. Nel 1806-1807 ella ospitò inoltre sua sorella Maria, costretta a recarsi in esilio, in quanto moglie di Federico Guglielmo di Brunswick. Federica era brava a suonare il clavicordo e si esibiva spesso per il marito. In Svezia preferì risiedere nel Palazzo Haga.
Nel 1807, durante la guerra contro la Francia, Federica intervenne politicamente. Sua sorella Luisa, imperatrice di Russia, le inviò attraverso la loro madre una lettera, chiedendole di consigliare al sovrano di far pace con i francesi, poiché ogni altra scelta sarebbe stata erronea. Ella provò ad agire in tal senso, ma il sovrano ritenne che questo fosse un tentativo di renderlo filo-napoleonico, e ciò causò attrito tra i coniugi.
Nel 1809, a causa della guerra finlandese, la Svezia perdette la sovranità sulla Finlandia, che era stata invasa l'anno precedente dall'esercito russo di Alessandro I e costituita in granducato russo dallo stesso zar. Questa perdita, oltre a togliere alla Svezia più di metà delle sue risorse, distrusse anche la popolarità di Gustavo Adolfo, che il 13 marzo del 1809 fu arrestato assieme alla sua famiglia e imprigionato nel castello di Gripsholm fino al 19 maggio, quando venne esiliato e i suoi eredi, nonostante egli avesse già abdicato in favore del figlio, esclusi dalla successione al trono di Svezia.
Dopo una breve permanenza a Copenaghen la famiglia reale raggiunse il granducato di Baden, terra natale della regina Federica, per stabilirvisi. Qui il rapporto tra i coniugi si deteriorò ed essi arrivarono a separarsi ufficialmente nel 1812.
Dopo la separazione Federica viaggiò molto, soprattutto in Svizzera e in Italia.
Morì nella città di Losanna, all'età di quarantacinque anni, il 25 settembre del 1826.
Le località lapponi di Fredrika, Dorotea e Vilhelmina furono chiamate così in suo onore.

## Discendenza
Federica e Gustavo ebbero cinque figli:
- Gustavo, principe ereditario, nato nel 1799 e morto nel 1877;
- Sofia Guglielmina, nata nel 1801 e morta nel 1865, sposò il granduca Leopoldo I di Baden;
- Carlo Gustavo, granduca di Finlandia, nato nel 1802 e morto nel 1805;
- Amalia Carlotta, nata nel 1805 e morta nel 1853;
- Cecilia, nata nel 1807 e morta nel 1844, sposò il granduca Augusto I di Oldenburg.

## Ascendenza
|                                            |                                         |                                              | Genitori                                          |  |  | Nonni |  |  | Bisnonni                                       |  |  | Trisnonni                                       |  |
|                                            |                                         |                                              |                                                   |  |  |       |  |  | Federico, Principe Ereditario di Baden-Durlach |  |  | Carlo III Guglielmo, Margravio di Baden-Durlach |  |
|                                            |                                         |                                              |                                                   |  |  |       |  |  | Federico, Principe Ereditario di Baden-Durlach |  |  | Carlo III Guglielmo, Margravio di Baden-Durlach |  |
|                                            |                                         | Maddalena Guglielmina di Württemberg         |                                                   |  |  |       |  |  | Federico, Principe Ereditario di Baden-Durlach |  |  |                                                 |  |
| Carlo Federico, Granduca di Baden          |                                         |                                              |                                                   |  |  |       |  |  | Federico, Principe Ereditario di Baden-Durlach |  |  |                                                 |  |
|                                            |                                         | Principessa Amalia di Nassau-Dietz           | Giovanni Guglielmo Friso, Principe d'Orange       |  |  |       |  |  |                                                |  |  |                                                 |  |
|                                            |                                         | Principessa Amalia di Nassau-Dietz           | Giovanni Guglielmo Friso, Principe d'Orange       |  |  |       |  |  |                                                |  |  |                                                 |  |
|                                            |                                         | Principessa Amalia di Nassau-Dietz           | Langravia Maria Luisa d'Assia-Kassel              |  |  |       |  |  |                                                |  |  |                                                 |  |
| Carlo Luigi, Principe Ereditario di Baden  |                                         | Principessa Amalia di Nassau-Dietz           |                                                   |  |  |       |  |  |                                                |  |  |                                                 |  |
|                                            |                                         | Luigi VIII, Langravio d'Assia-Darmstadt      | Ernesto Luigi, Langravio d'Assia-Darmstadt        |  |  |       |  |  |                                                |  |  |                                                 |  |
|                                            |                                         | Luigi VIII, Langravio d'Assia-Darmstadt      | Ernesto Luigi, Langravio d'Assia-Darmstadt        |  |  |       |  |  |                                                |  |  |                                                 |  |
|                                            |                                         | Luigi VIII, Langravio d'Assia-Darmstadt      | Margravia Dorotea Carlotta di Brandeburgo-Ansbach |  |  |       |  |  |                                                |  |  |                                                 |  |
| Langravia Carolina Luisa d'Assia-Darmstadt |                                         | Luigi VIII, Langravio d'Assia-Darmstadt      |                                                   |  |  |       |  |  |                                                |  |  |                                                 |  |
|                                            |                                         | Contessa Carlotta di Hanau-Lichtenberg       | Giovanni Reinardo III, Conte di Hanau-Lichtenberg |  |  |       |  |  |                                                |  |  |                                                 |  |
|                                            |                                         | Contessa Carlotta di Hanau-Lichtenberg       | Giovanni Reinardo III, Conte di Hanau-Lichtenberg |  |  |       |  |  |                                                |  |  |                                                 |  |
|                                            |                                         | Contessa Carlotta di Hanau-Lichtenberg       | Margravia Dorotea Federica di Brandeburgo-Ansbach |  |  |       |  |  |                                                |  |  |                                                 |  |
| Principessa Federica di Baden              |                                         | Contessa Carlotta di Hanau-Lichtenberg       |                                                   |  |  |       |  |  |                                                |  |  |                                                 |  |
|                                            | Luigi VIII, Langravio d'Assia-Darmstadt | Ernesto Luigi, Langravio d'Assia-Darmstadt   |                                                   |  |  |       |  |  |                                                |  |  |                                                 |  |
|                                            | Luigi VIII, Langravio d'Assia-Darmstadt | Ernesto Luigi, Langravio d'Assia-Darmstadt   |                                                   |  |  |       |  |  |                                                |  |  |                                                 |  |
|                                            | Luigi VIII, Langravio d'Assia-Darmstadt | Dorotea Carlotta di Brandeburgo-Ansbach      |                                                   |  |  |       |  |  |                                                |  |  |                                                 |  |
| Luigi IX, Langravio d'Assia-Darmstadt      | Luigi VIII, Langravio d'Assia-Darmstadt |                                              |                                                   |  |  |       |  |  |                                                |  |  |                                                 |  |
|                                            |                                         | Contessa Carlotta di Hanau-Lichtenberg       | Giovanni Reinardo III, Conte di Hanau-Lichtenberg |  |  |       |  |  |                                                |  |  |                                                 |  |
|                                            |                                         | Contessa Carlotta di Hanau-Lichtenberg       | Giovanni Reinardo III, Conte di Hanau-Lichtenberg |  |  |       |  |  |                                                |  |  |                                                 |  |
|                                            |                                         | Contessa Carlotta di Hanau-Lichtenberg       | Dorotea Federica di Brandeburgo-Ansbach           |  |  |       |  |  |                                                |  |  |                                                 |  |
| Principessa Amalia d'Assia-Darmstadt       |                                         | Contessa Carlotta di Hanau-Lichtenberg       |                                                   |  |  |       |  |  |                                                |  |  |                                                 |  |
|                                            |                                         | Cristiano III, Conte Palatino di Zweibrücken | Cristiano II, Conte Palatino di Zweibrücken       |  |  |       |  |  |                                                |  |  |                                                 |  |
|                                            |                                         | Cristiano III, Conte Palatino di Zweibrücken | Cristiano II, Conte Palatino di Zweibrücken       |  |  |       |  |  |                                                |  |  |                                                 |  |
|                                            |                                         | Cristiano III, Conte Palatino di Zweibrücken | Contessa Caterina Agata di Rappoltstein           |  |  |       |  |  |                                                |  |  |                                                 |  |
| Contessa Palatina Carolina di Zweibrücken  |                                         | Cristiano III, Conte Palatino di Zweibrücken |                                                   |  |  |       |  |  |                                                |  |  |                                                 |  |
|                                            |                                         | Carolina di Nassau-Saarbrücken               | Luigi Crato, Conte di Nassau-Saarbrücken          |  |  |       |  |  |                                                |  |  |                                                 |  |
|                                            |                                         | Carolina di Nassau-Saarbrücken               | Luigi Crato, Conte di Nassau-Saarbrücken          |  |  |       |  |  |                                                |  |  |                                                 |  |
|                                            |                                         | Carolina di Nassau-Saarbrücken               | Filippina Enrichetta di Hohenlohe-Langenburg      |  |  |       |  |  |                                                |  |  |                                                 |  |
|                                            |                                         | Carolina di Nassau-Saarbrücken               |                                                   |  |  |       |  |  |                                                |  |  |                                                 |  |